# Benjamin Briggs
Benjamin Spooner Briggs (ur. 24 kwietnia 1835, zm. 1872) – amerykański żeglarz, kapitan statku „Mary Celeste” w momencie znalezienia opuszczonej jednostki w grudniu 1872 r. przez bryg „Dei Gratia”. Briggs, jego żona i córka wraz z całą załogą (łącznie 10 osób) zostali uznani za zaginionych.

## Życiorys
Benjamin Briggs był kapitanem brygantyny „Sea Foam” oraz trzymasztowego szkunera „Forest King” w 1862 r., kiedy to ożenił się z Sarah E. Cobb, córką wielebnego Leandera Cobba. Na tym statku przeżyli wraz z Sarah miodowy miesiąc podczas podróży do Europy. W 1865 r. Benjamin objął dowodzenie nad barkiem „Arthur”, zaś kapitanem „Forrest Kinga” został jego brat, Oliver.
Syn Benjamina, Arthur S. Briggs urodził się w 1865 r. w domu rodzinnym Rose Cottage, w Marion, stanie Massachusetts. W ciągu następnego roku, cała rodzina odbyła wycieczkę do Marsylii we Francji, po czym powróciła do USA, gdy urodzić się miało kolejne dziecko – 31 października 1870 r. w Rose Cottage na świat przyszła Sophia Matilda Briggs. W 1871 r. Benjamin i jego brat rozważali porzucenie morza i założenie sklepu z wyrobami żelaznymi w New Bedford, jednak pod wpływem przykrych doświadczeń ich ojca zrezygnowali z tego pomysłu. W 1872 r. Benjamin wykupił udział w brygantynie „Mary Celeste” i po dokonaniu pewnych modyfikacji kabin, aby stworzyć komfortowe warunki dla swojej rodziny, wraz z Sarah i Sophią wyruszył w rejs z Nowego Jorku do Genui z ładunkiem 1701 beczek alkoholu, podczas gdy Arthur został pod opieką babci w Rose Cottage, w Marion, ponieważ musiał uczęszczać do szkoły.